# Domingo il favoloso
Domingo il favoloso è un romanzo di Giovanni Arpino, pubblicato nel 1975 e già edito in 13 puntate col titolo Correva l'anno felice sulla Domenica del Corriere tra dicembre 1973 e marzo 1974.

## Trama
Il protagonista Domingo vive di piccoli e grandi truffe: dagli ignari compagni di giochi nei bar fumosi, ad un grande imprenditore con lo studio al decimo palazzo di un palazzo signorile. Attorno a lui ruotano gli amici fidati Cesco e Paolino, il fratello Rico, l’eterna fidanzata Angela.
La routine dei suoi traffici viene interrotta dal folle progetto di rapire Arianna, una zingara quindicenne e malata di cuore. L’incontro con Arianna segna il passaggio dal genere picaresco verso una dimensione misteriosa: l’ambientazione non poteva che essere la "Torino magica".

## Struttura e stile
Il romanzo è uscito in origine in 13 puntate: da questa impostazione da romanzo d’appendice, eredita una struttura circolare dei capitoli con dialoghi serrati e geometrici.